# Сытников, Василий Григорьевич
Василий Григорьевич Сытников (1895—1942) — советский военный деятель, начальник Грозненского пехотного военного училища, полковник.

## Биография
По образованию был учителем, в 1916 окончил школу прапорщиков. После революции боролся с бандитизмом в частях особого назначения. Являлся первым начальником Грозненского пехотного училища, с 29 ноября 1939 до 12 июля 1942, затем стал командиром Грозненского курсантского пехотного полка с 13 июля до 30 августа 1942. Полк в количестве личного состава 2435 человек под командой начальника училища участвовал в боях на Сталинградском фронте в составе 64-й армии. 22 августа курсантский полк оказался в окружении, и в ночь с 24 по 25 августа предпринял последнюю контратаку, сбил противника и с большими потерями вышел из окружения, соединившись с частями армии и 30 августа, после ожесточённых боев, остатки полка были отведены на средний оборонительный обвод. При этих событиях командир пропал без вести.

### Звания
- прапорщик;
- подполковник;
- полковник.

### Награды
- орден Знак Почёта;
- медаль XX лет РККА.